# Gábor Rejtő
Gábor Rejtő   (Budapest, 23 de gener de 1916 - Los Angeles, 26 de juny de 1987) va ser un violoncel·lista hongarès que va actuar amb diversos artistes i grups de música de cambra al segle xx.

## Biografia
Adolescència
Rejtő va néixer a Budapest en el si d'una família jueva. El seu primer professor de violoncel va ser Frederick Teller, un professor local les idees del qual eren excepcionalment de futur. Als setze anys, Rejtő va ingressar a l'Acadèmia de Música de la mà d'Adolf Schiffer (alumne de David Popper i posteriorment assistent de David Popper) i, dos anys després, va començar la seva carrera concertística europea amb el seu diploma d'artista.
Educació
Des dels 20 anys, Rejtő va estudiar amb Pau Casals durant dos anys, primer a Barcelona i després a Prades. Casals havia revolucionat l'enfocament del violoncel i, quan va treballar amb Rejtő, van dedicar gairebé un mes a la tècnica bàsica. Rejtő va tocar en concerts a tot Europa, amb orquestres simfòniques importants com les de Viena, Budapest, Roma i Varsòvia, així com en recitals en solitari.

## Carrera
El 1952, Gábor Rejtő i Yaltah Menuhin van emprendre una gira per Nova Zelanda junts. Durant un període de cinc setmanes, van oferir vint-i-cinc concerts amb gran aclamació de la crítica.
Rejto va ser resident dels Estats Units des del 1939 fins a la seva mort. Durant la seva carrera, va estar a la facultat de les escoles de música de Manhattan i Eastman. Des de 1954 fins a la seva mort, va ser professor de violoncel a la Universitat del Sud de Califòrnia. També va ser un dels violoncel·listes del quartet Paganini i del quartet hongarès, i va ser membre fundador de lAlma Trio, un trio de piano, i va romandre amb aquest conjunt des del 1942 fins que es va dissoldre el 1976; a principis dels vuitanta, el trio es va reformar, amb Rejto de nou com a violoncel·lista. Rejto va ensenyar durant diversos anys al programa d'estiu de l'Acadèmia de Música de l'Oest per a estudiants dotats, on les seves classes magistrals eren extremadament populars, no només entre els violoncel·listes. La seva experiència en música de cambra va atreure molts estudiants als seus tallers de violoncel que es van celebrar a tot els Estats Units. Entre els seus molts estudiants, va tenir a Laurence Lesser, Paul Katz, Stephen Geber, Stephen Balderston i, Jeffrey Solow
El 1972, Rejtő va ser escollit professor d'artista de l'any a la conferència del 25è aniversari de lAmerican String Teachers Association.

## Família
El fill de Rejtő, Peter Rejto, és violoncel·lista i antic membre del professorat del Conservatori Oberlin. Va ser membre fundador del Los Angeles Piano Quartet. La filla de Gábor Rejtő, Nika S. Rejto, és flautista de jazz. El 2006 va publicar un àlbum titulat "Teazing Sòcrates", dedicat al seu difunt pare.

## Mencions i biografies publicades
- citat a The Great Cellists per Margaret Campbell ISBN 978-1-86105-654-2